# Spacetoon (Indonesia)
Spacetoon Indonesia es una versión indonesia del canal árabe de mismo nombre. Originalmente funcionó como canal terrestre desde 2005 hasta que pasó al satélite en 2013.